# 石桥镇 (济宁市)
石桥镇，是中华人民共和国山東省济宁市任城区下辖的一个乡镇级行政单位。

## 行政区划
石桥镇下辖以下地区：
前石桥村、后石桥村、苏庄村、刘营村、郝楼村、孙庄村、聂庄村、靳庄村、栗河涯村、张东村、张西村、刘庄村、罗场村、仙庄村、李二庄村、姜庄村、兴隆村、北王庄一村、北王庄二村、北王庄三村、新闸村、辛店村、高庄村、秦庄村、朱庄村、倪庙村、孙道口村、前李庙村、后李庙村、陆桥村、孟井村、韩店村、齐营村、崔院村、吴家湾村和南阳湖农场生活区。